# باول انجلوا
باول انجلوا هو سياسي كندي، ولد في 4 ديسمبر 1926 في تروا ريفيير في كندا، وتوفي في 17 يوليو 2012 في أوتاوا في كندا. حزبياً، نشط في الحزب الليبرالي الكندي. وقد انتخب عضو مجلس العموم الكندي.